# Човновицька сільська рада
| Човновицька сільська рада — колишній орган місцевого самоврядування у Оратівському районі Вінницької області з адміністративним центром у с. Човновиця. Сільській раді були підпорядковані населені пункти: - с. Човновиця - с. Закриниччя - с-ще Озерне - с-ще Степове |

## Склад ради
Рада складалась з 14 депутатів та голови.

## Керівний склад сільської ради
| ПІБ                      | Основні відомості                                                                                    | Дата обрання | Дата звільнення |
| ------------------------ | --- | ------------ | --------------- |
| Захарчук Василь Іванович | Сільський голова, 1952 року народження, освіта, член Української Народної Партії                     | 26.03.2006   | 31.10.2010      |
| Захарчук Василь Іванович | Сільський голова, 1952 року народження, освіта середня спеціальна, член Комуністичної партії України | 31.10.2010   |                 |

Примітка: таблиця складена за даними джерела